# Santana do Livramento
Santana do Livramento là một đô thị thuộc bang Rio Grande do Sul, Brasil. Đô thị này có diện tích 6950,37 km², dân số năm 2007 là 83614 người, mật độ 12,03 người/km².